# Региональное правительство Курдистана
Региона́льное прави́тельство Курдиста́на (КРГ; курд. حکومه‌تی هه‌رێمی کوردستان; араб. حكومة إقليم كردستان‎) — официальный руководящий орган Региона Курдистан в Ираке. Осуществляет управление такими провинциями, как Эрбиль, Дохук, Сулеймания и Халабджа.
Кабинет министров избирается партией большинства или списком, который также выбирает премьер-министр Региона Курдистан. Электорат президента представляет собой непосредственно жителей региона, председателя кабинета министров и главу государства, который делегирует полномочия исполнительной власти в кабинете министров. Традиционно, премьер-министр возглавляет законодательный орган власти, но исполнительную власть разделяет с президентом. Президент Курдистана также является верховным главнокомандующим Вооружённых сил Пешмерга. Парламент принимает законы большинством голосов, президент имеет право наложить вето на любой законопроект.